# Weteringwaterkering
De Weteringwaterkering (sluis 209) is een sluis in het centrum van Amsterdam tussen Lijnbaansgracht en Singelgracht.
De sluis dateert van 1657 toen er in de Schans twee doorgangen stad-in werden aangelegd; de ander was de Leidsepoortsluis (gesloopt in 1880). Het was toen een schutsluis, die het hoogteverschil tussen de binnenstadse en buitenstadse wateren regelde. Om toegang te kunnen krijgen tot de stad werd in 1842 een commiezenhuis, later Weteringschans 30 en rijksmonument, gebouwd. In 1858 werd de sluis vernieuwd, waarbij lengte, breedte en drempel werden aangepast. Het werd daarbij een forse sluis, terwijl de achterliggende Lijnbaansgracht hier vrij krap is.   
In de 20e en 21e eeuw is de sluis vrij nutteloos. Ze wordt alleen nog afgesloten bij hoogwaterbemaling. Over de sluis ligt de veel drukkere verkeersbrug Weteringbrug.